# Michael Pappert
Michael Pappert (Aquisgrana, 15 agosto 1957) è un ex cestista e allenatore di pallacanestro tedesco.

## Carriera
Con la Germania Ovest ha disputato i Giochi olimpici di Los Angeles 1984 e tre edizioni dei Campionati europei (1981, 1983, 1987).

## Palmarès
- Campionato tedesco: 3

Saturn Colonia: 1980-81, 1981-82
Bayer Leverkusen: 1985-86
- Coppa di Germania: 5

Saturn Colonia: 1980, 1981, 1983
Bayer Leverkusen: 1986, 1987